# Sonnisaari (ö i Norra Österbotten, Koillismaa, lat 65,83, long 29,71)
Sonnisaari är en halvö i Finland. Den ligger i sjön Naamankajärvi och i kommunen Kuusamo i den ekonomiska regionen  Koillismaa ekonomiska region  och landskapet Norra Österbotten, i den nordöstra delen av landet, 700 km norr om huvudstaden Helsingfors.